# バナジウム鋼
バナジウム鋼（バナジウムこう）とは、五酸化バナジウムやフェロバナジウムを用いて、バナジウム分を添加された鉄鋼である。バナジウムは鋼中の炭素と結合して、炭化バナジウムV4C3となり鋼を強化する。その特徴は硬度、耐磨耗性、耐食性、靭性に優れることである。ステンレス鋼、工具鋼、高速度鋼等、あらゆる鋼種に存在している。
バナジウム以外に添加される材料の種類により、以下の鋼種が存在する。
- クロムバナジウム鋼
- モリブデンバナジウム鋼
- クロムモリブデンバナジウム鋼
- ハイマンガンバナジウム鋼

バナジウム鋼を使った代表的な工業製品は、刃物、ばね、ドライバーである。